# 特里奥尔 (德龙省)
特里奥尔（法語：Triors）是法国德龙省的一个市镇，属于瓦朗斯区（Valence）伊塞尔河畔罗芒第二县（Romans-sur-Isère 2e Canton）。该市镇总面积5.65平方公里，2009年时的人口为558人。

## 人口
特里奥尔人口变化图示